# 272
Năm 272 là một năm trong lịch Julius. 